# Inés Ayala
Inés Ayala Sender (n. 28 martie 1957, Zaragoza, Aragon, Spania – d. 25 iulie 2024) a fost un om politic spaniol, membru al Parlamentului European în perioada 2004-2019 din partea Spaniei.